# Campionato europeo maschile under 20 di pallavolo 2024
Il campionato europeo maschile under 20 di pallavolo 2024 si è svolto dal 26 agosto al 7 settembre 2024 a Vrnjačka Banja, in Serbia, e ad Arta, in Grecia: al torneo hanno partecipato sedici squadre nazionali under 20 europee e la vittoria finale è andata per la seconda volta alla Francia.

## Impianti
|                                                                                       |                                                                          |  |
|                                                                                       |                                                                          |  |
| Sportska Hala Vlade Divac Città: Vrnjačka Banja Capienza: 1 300 Anno d'apertura: 2008 | Kleisto Gymnastīrio T9 Città: Arta Capienza: 1 200 Anno d'apertura: 2018 |  |

## Regolamento

### Formula
La formula ha previsto:
- Fase a gironi, disputata con girone all'italiana, con partite di sola andata: le prime due classificate di ogni girone hanno acceduto alla fase finale;
- Fase finale, disputata con semifinali, finale per il terzo posto e finale.

### Criteri di classifica
Se il risultato finale è stato di 3-0 o 3-1 sono stati assegnati 3 punti alla squadra vincente e 0 a quella sconfitta, se il risultato finale è stato di 3-2 sono stati assegnati 2 punti alla squadra vincente e 1 a quella sconfitta.
L'ordine del posizionamento in classifica è stato definito in base a:
- Numero di partite vinte;
- Punti;
- Ratio dei set vinti/persi;
- Ratio dei punti realizzati/subiti;
- Risultati degli scontri diretti.

## Squadre partecipanti
| Squadra   | Qualificazione                                                     | Ultima partecipazione       |
| --------- | ------------------------------------------------------------------ | --------------------------- |
| Austria   | 1ª alla seconda fase del torneo di qualificazione (girone D)       | Francia 1984                |
| Bulgaria  | 1ª alla prima fase del torneo di qualificazione (BVA)              | Italia 2022                 |
| Finlandia | 1ª alla prima fase del torneo di qualificazione (NEVZA)            | Italia 2022                 |
| Francia   | 1ª alla prima fase del torneo di qualificazione (WEVZA)            | Italia 2022                 |
| Grecia    | Paese organizzatore                                                | Italia 2022                 |
| Israele   | 1ª alla seconda fase del torneo di qualificazione (girone E)       | Israele 1996                |
| Italia    | Terza migliore 2ª alla seconda fase del torneo di qualificazione   | Italia 2022                 |
| Lettonia  | 1ª alla seconda fase del torneo di qualificazione (girone B)       | Croazia 2004                |
| Polonia   | 1ª alla prima fase del torneo di qualificazione (EEVZA)            | Italia 2022                 |
| Rep. Ceca | Migliore 2ª alla seconda fase del torneo di qualificazione         | Italia 2022                 |
| Scozia    | 1ª alla prima fase del torneo di qualificazione (SCA)              | Paesi Bassi 1973            |
| Serbia    | Paese organizzatore                                                | Italia 2022                 |
| Slovenia  | 1ª alla prima fase del torneo di qualificazione (MEVZA)            | Italia 2022                 |
| Spagna    | Seconda migliore 2ª alla seconda fase del torneo di qualificazione | / Polonia e Danimarca 2012  |
| Turchia   | 1ª alla seconda fase del torneo di qualificazione (girone A)       | / Paesi Bassi e Belgio 2018 |
| Ucraina   | 1ª alla seconda fase del torneo di qualificazione (girone C)       | Bulgaria 2016               |

## Torneo

### Fase a gironi
| Girone I (in Serbia) | Girone II (in Grecia) |
| -------------------- | --------------------- |
| Austria              | Bulgaria              |
| Finlandia            | Grecia                |
| Francia              | Israele               |
| Lettonia             | Italia                |
| Polonia              | Rep. Ceca             |
| Serbia               | Scozia                |
| Turchia              | Slovenia              |
| Ucraina              | Spagna                |

#### Girone I

##### Risultati
| 27 agosto 2024 SH Vlade Divac, Vrnjačka Banja Durata: 1h:53 - Spettatori: 40     | Turchia   | 3 - 1 | Polonia   | 26-24, 21-25, 25-19, 25-21        |
| 27 agosto 2024 SH Vlade Divac, Vrnjačka Banja Durata: 1h:38 - Spettatori: 50     | Austria   | 1 - 3 | Finlandia | 25-27, 16-25, 25-16, 21-25        |
| 27 agosto 2024 SH Vlade Divac, Vrnjačka Banja Durata: 1h:38 - Spettatori: 180    | Lettonia  | 1 - 3 | Serbia    | 25-22, 16-25, 18-25, 16-25        |
| 27 agosto 2024 SH Vlade Divac, Vrnjačka Banja Durata: 1h:10 - Spettatori: 50     | Ucraina   | 0 - 3 | Francia   | 21-25, 16-25, 16-25               |
| 28 agosto 2024 SH Vlade Divac, Vrnjačka Banja Durata: 1h:16 - Spettatori: 60     | Lettonia  | 3 - 0 | Finlandia | 25-20, 25-19, 25-22               |
| 28 agosto 2024 SH Vlade Divac, Vrnjačka Banja Durata: 1h:20 - Spettatori: 40     | Turchia   | 0 - 3 | Ucraina   | 24-26, 19-25, 21-25               |
| 28 agosto 2024 SH Vlade Divac, Vrnjačka Banja Durata: 1h:06 - Spettatori: 350    | Serbia    | 0 - 3 | Francia   | 20-25, 17-25, 16-25               |
| 28 agosto 2024 SH Vlade Divac, Vrnjačka Banja Durata: 1h:09 - Spettatori: 30     | Polonia   | 3 - 0 | Austria   | 25-14, 25-17, 25-18               |
| 29 agosto 2024 SH Vlade Divac, Vrnjačka Banja Durata: 1h:06 - Spettatori: 50     | Finlandia | 0 - 3 | Francia   | 14-25, 21-25, 21-25               |
| 29 agosto 2024 SH Vlade Divac, Vrnjačka Banja Durata: 1h:49 - Spettatori: 50     | Ucraina   | 3 - 1 | Polonia   | 25-17, 28-26, 21-25, 25-20        |
| 29 agosto 2024 SH Vlade Divac, Vrnjačka Banja Durata: 1h:22 - Spettatori: 290    | Austria   | 0 - 3 | Serbia    | 22-25, 23-25, 23-25               |
| 29 agosto 2024 SH Vlade Divac, Vrnjačka Banja Durata: 1h:11 - Spettatori: 50     | Lettonia  | 0 - 3 | Turchia   | 18-25, 22-25, 16-25               |
| 31 agosto 2024 SH Vlade Divac, Vrnjačka Banja Durata: 1h:14 - Spettatori: 40     | Francia   | 3 - 0 | Austria   | 25-18, 25-21, 25-13               |
| 31 agosto 2024 SH Vlade Divac, Vrnjačka Banja Durata: 2h:09 - Spettatori: 60     | Turchia   | 3 - 2 | Finlandia | 24-26, 19-25, 25-23, 25-19, 15-12 |
| 31 agosto 2024 SH Vlade Divac, Vrnjačka Banja Durata: 1h:14 - Spettatori: 650    | Serbia    | 3 - 0 | Ucraina   | 25-20, 25-23, 25-19               |
| 31 agosto 2024 SH Vlade Divac, Vrnjačka Banja Durata: 1h:19 - Spettatori: 45     | Polonia   | 3 - 0 | Lettonia  | 26-24, 25-23, 26-24               |
| 1º settembre 2024 SH Vlade Divac, Vrnjačka Banja Durata: 1h:17 - Spettatori: 50  | Ucraina   | 3 - 0 | Finlandia | 25-21, 26-24, 25-21               |
| 1º settembre 2024 SH Vlade Divac, Vrnjačka Banja Durata: 1h:16 - Spettatori: 47  | Lettonia  | 3 - 0 | Austria   | 25-17, 25-23, 27-25               |
| 1º settembre 2024 SH Vlade Divac, Vrnjačka Banja Durata: 2h:14 - Spettatori: 470 | Polonia   | 3 - 2 | Serbia    | 25-27, 23-25, 25-21, 25-22, 15-10 |
| 1º settembre 2024 SH Vlade Divac, Vrnjačka Banja Durata: 1h:19 - Spettatori: 40  | Turchia   | 0 - 3 | Francia   | 17-25, 21-25, 26-28               |
| 3 settembre 2024 SH Vlade Divac, Vrnjačka Banja Durata: 1h:05 - Spettatori: 35   | Ucraina   | 3 - 0 | Lettonia  | 25-11, 25-19, 25-21               |
| 3 settembre 2024 SH Vlade Divac, Vrnjačka Banja Durata: 1h:11 - Spettatori: 50   | Francia   | 3 - 0 | Polonia   | 25-19, 25-18, 25-17               |
| 3 settembre 2024 SH Vlade Divac, Vrnjačka Banja Durata: 1h:43 - Spettatori: 310  | Finlandia | 3 - 1 | Serbia    | 29-27, 18-25, 25-22, 25-21        |
| 3 settembre 2024 SH Vlade Divac, Vrnjačka Banja Durata: 1h:18 - Spettatori: 25   | Austria   | 0 - 3 | Turchia   | 24-26, 18-25, 22-25               |
| 4 settembre 2024 SH Vlade Divac, Vrnjačka Banja Durata: 1h:05 - Spettatori: 40   | Finlandia | 0 - 3 | Polonia   | 20-25, 18-25, 20-25               |
| 4 settembre 2024 SH Vlade Divac, Vrnjačka Banja Durata: 1h:29 - Spettatori: 35   | Francia   | 3 - 1 | Lettonia  | 23-25, 25-16, 25-21, 25-19        |
| 4 settembre 2024 SH Vlade Divac, Vrnjačka Banja Durata: 1h:04 - Spettatori: 210  | Serbia    | 0 - 3 | Turchia   | 18-25, 20-25, 16-25               |
| 4 settembre 2024 SH Vlade Divac, Vrnjačka Banja Durata: 1h:37 - Spettatori: 40   | Austria   | 1 - 3 | Ucraina   | 23-25, 18-25, 26-24, 21-25        |

##### Classifica
| Pos. | Squadra   | Pt | G | V | P | SV | SP | Ratio  | PF  | PS  | Ratio |
| ---- | --------- | -- | - | - | - | -- | -- | ------ | --- | --- | ----- |
| 1.   | Francia   | 21 | 7 | 7 | 0 | 21 | 1  | 21,000 | 551 | 413 | 1,334 |
| 2.   | Ucraina   | 15 | 7 | 5 | 2 | 15 | 8  | 1,875  | 540 | 507 | 1,065 |
| 3.   | Turchia   | 14 | 7 | 5 | 2 | 15 | 9  | 1,667  | 559 | 522 | 1,071 |
| 4.   | Polonia   | 11 | 7 | 4 | 3 | 14 | 11 | 1,273  | 571 | 554 | 1,031 |
| 5.   | Serbia    | 10 | 7 | 3 | 4 | 12 | 13 | 0,923  | 554 | 565 | 0,981 |
| 6.   | Finlandia | 7  | 7 | 2 | 5 | 8  | 17 | 0,471  | 536 | 591 | 0,907 |
| 7.   | Lettonia  | 6  | 7 | 2 | 5 | 8  | 15 | 0,533  | 486 | 548 | 0,887 |
| 8.   | Austria   | 0  | 7 | 0 | 7 | 2  | 21 | 0,095  | 473 | 570 | 0,830 |

      Qualificata alla fase finale.

#### Girone II

##### Risultati
| 26 agosto 2024 Kleisto Gymnastīrio T9, Arta Durata: 1h:21 - Spettatori: 50    | Slovenia  | 0 - 3 | Bulgaria  | 20-25, 22-25, 23-25               |
| 26 agosto 2024 Kleisto Gymnastīrio T9, Arta Durata: 1h:53 - Spettatori: 50    | Israele   | 3 - 0 | Italia    | 25-18, 25-21, 25-23               |
| 26 agosto 2024 Kleisto Gymnastīrio T9, Arta Durata: 2h:00 - Spettatori: 82    | Spagna    | 2 - 3 | Rep. Ceca | 25-23, 18-25, 25-22, 23-25, 12-15 |
| 26 agosto 2024 Kleisto Gymnastīrio T9, Arta Durata: 1h:01 - Spettatori: 411   | Grecia    | 3 - 0 | Scozia    | 25-16, 25-13, 25-14               |
| 27 agosto 2024 Kleisto Gymnastīrio T9, Arta Durata: 1h:08 - Spettatori: 50    | Italia    | 3 - 0 | Spagna    | 25-23, 25-15, 25-20               |
| 27 agosto 2024 Kleisto Gymnastīrio T9, Arta Durata: 1h:03 - Spettatori: 77    | Scozia    | 0 - 3 | Bulgaria  | 13-25, 11-25, 20-25               |
| 27 agosto 2024 Kleisto Gymnastīrio T9, Arta Durata: 1h:38 - Spettatori: 50    | Rep. Ceca | 3 - 1 | Slovenia  | 17-25, 25-16, 26-24, 25-16        |
| 27 agosto 2024 Kleisto Gymnastīrio T9, Arta Durata: 1h:16 - Spettatori: 450   | Grecia    | 0 - 3 | Israele   | 17-25, 23-25, 16-25               |
| 28 agosto 2024 Kleisto Gymnastīrio T9, Arta Durata: 1h:22 - Spettatori: 40    | Bulgaria  | 3 - 0 | Rep. Ceca | 25-19, 30-28, 25-21               |
| 28 agosto 2024 Kleisto Gymnastīrio T9, Arta Durata: 1h:00 - Spettatori: 55    | Israele   | 3 - 0 | Scozia    | 25-14, 25-20, 25-13               |
| 28 agosto 2024 Kleisto Gymnastīrio T9, Arta Durata: 1h:11 - Spettatori: 101   | Slovenia  | 0 - 3 | Italia    | 23-25, 18-25, 19-25               |
| 28 agosto 2024 Kleisto Gymnastīrio T9, Arta Durata: 2h:02 - Spettatori: 525   | Spagna    | 2 - 3 | Grecia    | 25-18, 21-25, 25-21, 21-25, 8-15  |
| 30 agosto 2024 Kleisto Gymnastīrio T9, Arta Durata: 0h:56 - Spettatori: 50    | Scozia    | 0 - 3 | Rep. Ceca | 8-25, 11-25, 14-25                |
| 30 agosto 2024 Kleisto Gymnastīrio T9, Arta Durata: 1h:40 - Spettatori: 65    | Israele   | 3 - 1 | Spagna    | 25-23, 17-25, 25-21, 25-18        |
| 30 agosto 2024 Kleisto Gymnastīrio T9, Arta Durata: 2h:40 - Spettatori: 100   | Italia    | 3 - 1 | Bulgaria  | 15-25, 25-21, 25-20, 25-21        |
| 30 agosto 2024 Kleisto Gymnastīrio T9, Arta Durata: 1h:14 - Spettatori: 450   | Grecia    | 0 - 3 | Slovenia  | 23-25, 22-25, 17-25               |
| 31 agosto 2024 Kleisto Gymnastīrio T9, Arta Durata: 0h:52 - Spettatori: 30    | Spagna    | 3 - 0 | Scozia    | 25-7, 25-12, 25-13                |
| 31 agosto 2024 Kleisto Gymnastīrio T9, Arta Durata: 1h:20 - Spettatori: 60    | Slovenia  | 0 - 3 | Israele   | 21-25, 23-25, 19-25               |
| 31 agosto 2024 Kleisto Gymnastīrio T9, Arta Durata: 1h:36 - Spettatori: 79    | Rep. Ceca | 3 - 1 | Italia    | 22-25, 25-19, 25-22, 25-16        |
| 31 agosto 2024 Kleisto Gymnastīrio T9, Arta Durata: 1h:13 - Spettatori: 485   | Bulgaria  | 3 - 0 | Grecia    | 25-16, 25-13, 25-20               |
| 2 settembre 2024 Kleisto Gymnastīrio T9, Arta Durata: 1h:55 - Spettatori: 35  | Spagna    | 2 - 3 | Slovenia  | 15-25, 22-25, 25-22, 25-20, 11-15 |
| 2 settembre 2024 Kleisto Gymnastīrio T9, Arta Durata: 0h:51 - Spettatori: 39  | Scozia    | 0 - 3 | Italia    | 11-25, 9-25, 16-25                |
| 2 settembre 2024 Kleisto Gymnastīrio T9, Arta Durata: 1h:17 - Spettatori: 100 | Israele   | 0 - 3 | Bulgaria  | 24-26, 19-25, 23-25               |
| 2 settembre 2024 Kleisto Gymnastīrio T9, Arta Durata: 1h:19 - Spettatori: 350 | Grecia    | 0 - 3 | Rep. Ceca | 18-25, 21-25, 22-25               |
| 3 settembre 2024 Kleisto Gymnastīrio T9, Arta Durata: 0h:54 - Spettatori: 25  | Slovenia  | 3 - 0 | Scozia    | 25-17, 25-14, 25-10               |
| 3 settembre 2024 Kleisto Gymnastīrio T9, Arta Durata: 1h:38 - Spettatori: 85  | Rep. Ceca | 3 - 1 | Israele   | 25-21, 25-15, 20-25, 25-18        |
| 3 settembre 2024 Kleisto Gymnastīrio T9, Arta Durata: 1h:46 - Spettatori: 150 | Bulgaria  | 3 - 0 | Spagna    | 25-18, 25-17, 25-21               |
| 3 settembre 2024 Kleisto Gymnastīrio T9, Arta Durata: 1h:18 - Spettatori: 350 | Italia    | 3 - 0 | Grecia    | 25-15, 30-28, 25-13               |

##### Classifica
| Pos. | Squadra   | Pt | G | V | P | SV | SP | Ratio | PF  | PS  | Ratio |
| ---- | --------- | -- | - | - | - | -- | -- | ----- | --- | --- | ----- |
| 1.   | Bulgaria  | 18 | 7 | 6 | 1 | 19 | 3  | 6,333 | 543 | 438 | 1,240 |
| 2.   | Rep. Ceca | 17 | 7 | 6 | 1 | 18 | 8  | 2,250 | 613 | 519 | 1,181 |
| 3.   | Italia    | 15 | 7 | 5 | 2 | 16 | 7  | 2,286 | 539 | 469 | 1,149 |
| 4.   | Israele   | 15 | 7 | 5 | 2 | 16 | 7  | 2,286 | 537 | 486 | 1,105 |
| 5.   | Slovenia  | 8  | 7 | 3 | 4 | 10 | 14 | 0,714 | 526 | 519 | 1,013 |
| 6.   | Grecia    | 5  | 7 | 2 | 5 | 6  | 17 | 0,353 | 463 | 523 | 0,885 |
| 7.   | Spagna    | 6  | 7 | 1 | 6 | 10 | 18 | 0,556 | 577 | 595 | 0,970 |
| 8.   | Scozia    | 0  | 7 | 0 | 7 | 0  | 21 | 0,000 | 276 | 525 | 0,526 |

      Qualificata alla fase finale.

### Fase finale

#### Tabellone
|  | Semifinali | Semifinali | Semifinali |          |    | Finale          | Finale          | Finale          |  |
|  |            |            |            |          |    |                 |                 |                 |  |
|  | 1I         | Francia    | 3          |          |    |                 |                 |                 |  |
|  | 1I         | Francia    | 3          |          |    |                 |                 |                 |  |
|  | 2II        | Rep. Ceca  | 0          |          |    |                 |                 |                 |  |
|  | 2II        | Rep. Ceca  | 0          |          | 1I | Francia         | 3               |                 |  |
|  |            |            |            |          | 1I | Francia         | 3               |                 |  |
|  |            |            | 1II        | Bulgaria | 1  |                 |                 |                 |  |
|  | 1II        | Bulgaria   | 1II        | Bulgaria | 1  | 3               |                 |                 |  |
|  | 1II        | Bulgaria   |            |          |    | 3               |                 |                 |  |
|  | 2I         | Ucraina    | 0          |          |    | Finale 3º posto | Finale 3º posto | Finale 3º posto |  |
|  | 2I         | Ucraina    | 0          |          |    |                 |                 |                 |  |
|  |            |            |            |          |    |                 |                 |                 |  |
|  |            |            |            |          |    | 2II             | Rep. Ceca       | 3               |  |
|  |            |            |            |          |    | 2II             | Rep. Ceca       | 3               |  |
|  |            |            |            |          |    | 2I              | Ucraina         | 1               |  |

#### Risultati

##### Semifinali
| 6 settembre 2024 SH Vlade Divac, Vrnjačka Banja Durata: 1h:16 - Spettatori: 145 | Francia  | 3 - 0 | Rep. Ceca | 26-24, 25-12, 25-16 |
| 6 settembre 2024 SH Vlade Divac, Vrnjačka Banja Durata: 1h:22 - Spettatori: 195 | Bulgaria | 3 - 0 | Ucraina   | 25-22, 25-20, 25-20 |

##### Finale 3º posto
| 7 settembre 2024 SH Vlade Divac, Vrnjačka Banja Durata: 2h:03 - Spettatori: 150 | Rep. Ceca | 3 - 1 | Ucraina | 25-27, 25-23, 25-15, 25-22 |

##### Finale
| 7 settembre 2024 SH Vlade Divac, Vrnjačka Banja Durata: 1h:51 - Spettatori: 540 | Francia | 3 - 1 | Bulgaria | 22-25, 25-18, 25-16, 28-26 |

## Classifica finale
| Pos | Squadra   | Rosa |
| --- | --------- | --- |
|     | Francia   | Formazione: 1 Wa-Bala, 2 Duflos-Rossi, 3 Tizi-Oualou, 4 Henno, 6 Scherer, 7 Roure, 8 Pujol, 9 Lopez, 12 Duthoit, 14 Laurencé, 15 Kleynjans, 18 Loubeyre, 21 Iyegbekedo, 28 Mare, CT: Belmadi                        |
|     | Bulgaria  | Formazione: 1 S. Nikolov, 2 Vitekov, 3 Veličkov, 4 Canev, 5 Čipev, 6 Kozelov, 8 Delibosov, 9 Titrijski, 10 A. Nikolov, 12 Rusev, 13 Kăndev, 14 Ivanov, 17 Andreev, 18 Hristov, CT: Živkov                           |
|     | Rep. Ceca | Formazione: 1 Tláskal, 3 Hilšer, 5 Chromec, 6 Waclaw, 8 Svoboda, 9 Toth, 10 Pitner, 11 Novák, 14 Pastrňák, 15 Brichta, 16 Seidl, 18 Černý, 19 Pokorný, 20 Klimeš, CT: Nekola                                        |
| 4   | Ucraina   | Formazione: 3 I. Čelenjak, 4 Samsonov, 5 Svyrydov, 7 A. Čelenjak, 8 Tonkonoh, 9 Horobec′, 10 Dehtjar, 11 Šteryk, 12 Rjazanov, 15 Červatjuk, 17 Džul′, 18 Kravčenko, 19 J. Bojko, 99 O. Bojko, CT: Romancov          |
| 5   | Italia    | Formazione: 1 Mariani, 2 Selleri, 3 Bristot, 4 Miraglia, 5 Magliano, 7 Frascio, 11 Taiwo, 12 Carpita, 13 Barotto, 15 Bonisoli, 16 Valbusa, 18 Fedrici, 22 Loreti, 23 Mati, CT: Zanin                                |
| 6   | Turchia   | Formazione: 3 Akbaba, 4 Süel, 5 Üner, 7 Yıldız, 9 Aslan, 10 Benzer, 11 Kurtuluş, 14 Düzce, 15 Öztire, 17 Karakoç, 18 Yaltirakli, 21 Mergen, 40 Cuci, 99 Massa, CT: Karakurt                                         |
| 7   | Israele   | Formazione: 1 Liberman, 2 Chansky, 5 Kopilevich, 6 Rura, 7 Grybauskas, 9 Alfasi, 10 L. Talmor, 11 Alon, 12 Maron, 13 Halachmi, 15 Marthen, 18 Y. Talmor, 23 Ashkinazi, 24 Krentzman, CT: Katz                       |
| 8   | Polonia   | Formazione: 1 Chaciński, 4 Bień, 5 Granieczny, 7 Nowik, 9 Przybyłek, 10 Kiedos, 11 Kukie, 15 Becker, 17 Urbańczyk, 19 Brzostowicz, 20 J. Nowak, 21 Grzyb, 22 Rybak, 23 W. Nowak, CT: Pawlik                         |
| 9   | Serbia    | Formazione: 1 Milanović, 2 Veselić, 3 A. Aleksić, 4 Kulpinac, 5 Čolaković, 6 Dopuđ, 7 Močević, 10 Brborić, 12 Milićević, 13 P. Aleksić, 14 Stanković, 15 Nedić, 17 Caković, 18 Dakić, CT: Osmankač                  |
| 10  | Slovenia  | Formazione: 3 Zalokar, 4 Križanič, 5 Kosanc, 6 Karadža Pevc, 7 Podbregar Špes, 9 Suhadolnik, 10 Legen, 12 Oman, 13 Marovt, 14 Najdič, 15 Cestnik, 16 Purgar, 17 Drobnič, 20 Kržič, CT: Kšela                        |
| 11  | Finlandia | Formazione: 1 Marttila, 2 Kriikkula, 3 Sarajärvi, 4 Horn, 5 Määttä, 6 Groffier, 7 Köykkä, 8 Makkonen, 9 Hänninen, 10 Kuukasjärvi, 11 Lahtinen, 12 Oivanen, 13 Björlin, 14 Paananen, CT: Alatalo                     |
| 12  | Grecia    | Formazione: 1 Sousouridīs, 2 Dorovatas, 4 Rousos, 6 Pīlitsīs, 7 Tzaras, 8 Intrisllari, 9 Keskinīs, 11 Stauropoulos, 14 Nanopoulos, 15 Chalilīs, 17 Kontostathīs, 18 Mponias, 19 Stathelos, 27 Mouchlias, CT: Liōsīs |
| 13  | Lettonia  | Formazione: 2 Dūdens, 3 Vensbergs, 4 Auziņš, 5 Štolcs, 9 Dimitrijevs, 10 Mironovs, 11 Selivanovs, 12 Veips, 13 Rokjāns, 14 Kļaviņš, 15 Vinšteins, 17 Andrejevs, 18 Cimotišs, 22 Landzāns, CT: Obrumanis             |
| 14  | Spagna    | Formazione: 2 Montero, 4 Mitoulis, 5 Montesdeoca, 7 Alomar, 10 Morales, 12 Tarrazo, 13 Gonzalo, 14 Motos, 15 Barro, 16 Villalba, 17 Marzo, 20 Gómez, 23 Jiménez, 77 Casais, CT: Maldonado                           |
| 15  | Austria   | Formazione: 2 Writz, 4 Kiss, 8 Kremser, 9 Arvay, 11 Glatz, 12 Mülleder, 13 Willimek, 14 Kastner, 17 Sablatnig, 18 Malicki, 20 Neunhoeffer, 21 Reinstadler, 22 Nusterer, 23 Lattinger, CT: Hirczy                    |
| 16  | Scozia    | Formazione: 1 Ramsay, 2 MacDonald, 3 Johnston, 4 Brogan, 5 Turnbull, 6 Zheng, 7 Rodger, 8 Przybylski, 9 Driver, 10 Khalifah, 13 Nabi, 15 Mcallister, 21 Cunningham, 23 G C, CT: Jack                                |

|  |  |  |  | Qualificate al Campionato mondiale under 21 2025 |

## Premi individuali
| Premio                | Nome               | Squadra   |
| --------------------- | ------------------ | --------- |
| MVP                   | Amir Tizi-Oualou   | Francia   |
| Miglior palleggiatore | Simeon Nikolov     | Bulgaria  |
| Miglior opposto       | Thomas Pujol       | Francia   |
| Miglior schiacciatore | Aleksandăr Kăndev  | Bulgaria  |
| Miglior schiacciatore | Adrien Roure       | Francia   |
| Miglior centrale      | Stilijan Delibosov | Bulgaria  |
| Miglior centrale      | Yann Laurencé      | Francia   |
| Miglior libero        | Aleš Tláskal       | Rep. Ceca |

## Statistiche
| Rendimento individuale | Rendimento individuale | Rendimento individuale | Rendimento individuale |
| Pos.                   | Nome                   | Punti                  | Squadra                |
| ---------------------- | ---------------------- | ---------------------- | ---------------------- |
| 1                      | Shay Liberman          | 140                    | Israele                |
| 2                      | Maksym Tonkonoh        | 127                    | Ucraina                |
| 3                      | Matěj Pastrňák         | 114                    | Rep. Ceca              |
| 4                      | Mark Rura              | 106                    | Israele                |
| 5                      | Kristijan Titrijski    | 105                    | Bulgaria               |
| 6                      | Mathis Henno           | 104                    | Francia                |
| 7                      | Jakub Kiedos           | 102                    | Polonia                |
| 8                      | Tommaso Barotto        | 100                    | Italia                 |
| 9                      | Luka Marovt            | 96                     | Slovenia               |
| 9                      | Luka Stanković         | 96                     | Serbia                 |

| Attacchi vincenti | Attacchi vincenti   | Attacchi vincenti | Attacchi vincenti |
| Pos.              | Nome                | Punti             | Squadra           |
| ----------------- | ------------------- | ----------------- | ----------------- |
| 1                 | Shay Liberman       | 126               | Israele           |
| 2                 | Maksym Tonkonoh     | 113               | Ucraina           |
| 3                 | Matěj Pastrňák      | 96                | Rep. Ceca         |
| 4                 | Mark Rura           | 91                | Israele           |
| 5                 | Kristijan Titrijski | 89                | Bulgaria          |
| 6                 | Tommaso Barotto     | 86                | Italia            |
| 7                 | Luka Marovt         | 85                | Slovenia          |
| 8                 | Mathis Henno        | 81                | Francia           |
| 9                 | Jakub Kiedos        | 78                | Polonia           |
| 9                 | Tobias Willimek     | 78                | Austria           |

| Muri vincenti | Muri vincenti      | Muri vincenti | Muri vincenti |
| Pos.          | Nome               | Punti         | Squadra       |
| ------------- | ------------------ | ------------- | ------------- |
| 1             | Andrij Čelenjak    | 29            | Ucraina       |
| 2             | Ruslan Červatjuk   | 24            | Ucraina       |
| 2             | Mert Cuci          | 24            | Turchia       |
| 4             | Antonín Klimeš     | 20            | Rep. Ceca     |
| 5             | Yann Laurencé      | 17            | Francia       |
| 6             | Jošt Kržič         | 15            | Slovenia      |
| 6             | Amir Tizi-Oualou   | 15            | Francia       |
| 6             | Selim Yıldız       | 15            | Turchia       |
| 9             | Stilijan Delibosov | 14            | Bulgaria      |
| 10            | Doğan Karakoç      | 13            | Turchia       |
| 10            | Elio Montesdeoca   | 13            | Spagna        |

| Battute vincenti | Battute vincenti | Battute vincenti | Battute vincenti |
| Pos.             | Nome             | Punti            | Squadra          |
| ---------------- | ---------------- | ---------------- | ---------------- |
| 1                | Simeon Nikolov   | 18               | Bulgaria         |
| 2                | Jakub Kiedos     | 15               | Polonia          |
| 3                | Mathis Henno     | 12               | Francia          |
| 4                | Denys Dehtjar    | 11               | Ucraina          |
| 4                | Jaromír Novák    | 11               | Rep. Ceca        |
| 4                | Yılmaz Üner      | 11               | Turchia          |
| 7                | Tomáš Brichta    | 10               | Rep. Ceca        |
| 7                | Shay Liberman    | 10               | Israele          |
| 7                | Adrien Roure     | 10               | Francia          |
| 10               | Yiğit Aslan      | 9                | Turchia          |
| 10               | Armands Rokjāns  | 9                | Lettonia         |
| 10               | Štěpán Svoboda   | 9                | Rep. Ceca        |